# Carrosio
Carrosio (Carreuxo in ligure, Careugio in piemontese) è un comune italiano di 518 abitanti della provincia di Alessandria in Piemonte, situato sulla sponda sinistra del torrente Lemme.

## Storia
Presente già diversi secoli prima di Cristo tra gli insediamenti liguri “di montagna” e al centro di una fitta rete di scambi con quelli “di mare” (documentata dalla “Tavola di bronzo del Polcevera” del 117 a.C. oggi esposta a Isosecco), fu distrutto dal console Lucio Emilio Paolo poco prima del 200 a.C. e i suoi abitanti in gran parte deportati o dispersi. 

### L’insediamento di Meo
Questi ultimi si rifugiarono sulle colline circostanti, ricostruendo il villaggio nella località ancora oggi nota come “Meo” (poiché i suoi abitanti erano soliti ripetere la frase Carystum pagus meus, ossia “Carrosio villaggio mio"). Dopo il X secolo d.C. ebbe inizio la ridiscesa degli abitanti per riformare il vecchio insediamento, complice il rischio sempre maggiore di frane: ancora oggi Meo è infatti una collinetta a forma di cono spezzato che si erge solitaria al centro di una depressione nella quale convergono i torrenti che scendono dai colli vicini, e nessuna traccia rimane ormai di quello che fu il villaggio che vi sorse sopra: l’unica costruzione ivi presente è la Chiesetta di Santa Maria dell’Ascensione, ricostruita nel 1914 su uno spuntone che resiste tenacemente all’erosione secolare e a cui tradizionalmente i carrosiani si recano il giorno dell’Ascensione per consumare un pic-nic nel prato dopo la Santa Messa.

### Il ritorno all’antico insediamento
Il nome Carroxium appare, per la prima volta, in un documento del 1144. Nel 1185, invece, con sentenza promulgata dall’Imperatore Federico II, la strada tra Voltaggio e Gavi (transitante quindi per Carrosio) fu dichiarata libera ai mercanti d’Italia.
Gli elevati balzelli applicati dai marchesi di Gavi costrinsero però i mercanti a cercare un percorso alternativo: a questo scopo risultò perfetto il vecchio insediamento di Meo, facilmente difendibile per la sua posizione elevata e ottimo “snodo” per i viandanti verso Rigoroso.
Nel 1144 i signori di Montaldeo prestarono fedeltà alla Superba metà del loro feudo e garantirono il possesso di Voltaggio, Fiaccone (oggi Fraconalto) e Amelio (altro nome di Meo); due anni dopo, i signori di Gamondio (oggi noto come Castellazzo Bormida) si impegnarono ad assistere Genova nella gestione dei tre possedimenti.
La situazione non fu però sempre pacifica: nel 1192 i Consoli di Alessandria si impegnarono ad aiutare Genova nel possesso dei castelli di Montaldeo, Aimero, Tassarolo e Pasturana oltre a quelle stabilite già in zona: con Gavi ormai “rassegnata” a chiedere a sua volta l’alleanza con Genova, Amelio passò ad essere un punto di snodo – per quanto cruciale – al servizio della Superba, frequentato non solo da genovesi, ma anche da mercanti milanesi e pavesi, che da Tortona risalivano verso la costa ligure.
Per tutti i secoli XII, XIII e XIV questa via costituì così il raccordo trasversale che collegava le valli del Lemme e dello Scrivia, col beneplacito dei Consoli della Repubblica di Genova.

### Il declino di Aimero (Meo) e la "rinascita" di Carrosio
L’aumento delle frane e la progressiva diminuzione dell’importanza di Aimerio (nei documenti dell’epoca citata anche come Amelio) per via del passaggio sempre maggiore dei mercanti verso la via lungo il Lemme, facilitata dagli accordi con Gavi, causò un rapido declino dell’insediamento, coi suoi abitanti che si sparsero negli insediamenti vicini: quello più “scelto” fu appunto quello di Carrosio.
Alcuni gruppi familiari mantennero le proprie origini di Amelio nel cognome: fra questi gli Ameri, gli Amelio e gli Imelio. Nei secoli successivi, questi cognomi figurarono spesso nei documenti delle famiglie nobiliari e nei registri della Chiesa, tra le alte cariche locali; nel frattempo, il villaggio crebbe a ritmi lenti ma constanti.
Nel marzo del 1625 i franco-savoiardi comandati da Carlo Emanuele I di Savoia invasero il territorio di Carrosio, affrontando i genovesi alleati con gli spagnoli. In un primo momento la ebbero vinta, sfondando le linee di difesa dei liguri, ma furono fermati successivamente a Malpertuso, vicino a Montanesi, dove oggi sorge il Santuario di Nostra Signora della Vittoria, e il 21 giugno 1625 abbandonarono definitivamente Carrosio.
Passato ai Savoia nel 1735, divenne una enclave sabauda all'interno della Repubblica di Genova. Abolito il feudo nel 1798, fu protagonista di una rivolta giacobina contro il governo piemontese, che si risolse in un attacco al castello di Serravalle – fallito – da parte di 2000 rivoluzionari; i superstiti furono braccati dagli abitanti dei paesi vicini e uccisi “come uomini miscredenti e nemici di ogni autorità”.
Dopo le vittorie napoleoniche e la ricostruzione della Repubblica Ligure, Carrosio entrò a far parte, con decreto del 4 settembre 1802, di uno dei 18 cantoni della “giurisdizione del Lemo”, con municipio e tre giudici di pace.
Tre anni dopo, la Repubblica Ligure venne incorporata nell’impero francese, e francesi divennero leggi e pratiche anche a Carrosio: il sindaco si chiamava “Maire” e gli atti ufficiali dovevano essere redatti in lingua francese.
Nel 1812 fu ospitato nel “Roccone” di Carrosio il Papa Pio VII, avviato all’esilio di Fontainebleau: una lapide murata nel frontale del palazzo ne rende testimonianza.
Dopo la caduta di Napoleone, al Congresso di Vienna si deliberò l’annessione della Repubblica di Genova al Regno di Sardegna: il paese tornò quindi definitivamente tra i domini sabaudi, e il 2 settembre del 1815 re Vittorio Emanuele I e la regina Maria Teresa d'Austria-Este attraversarono Carrosio, festeggiatissimi dalla popolazione locale.

### Dal XX secolo ad oggi
All’inizio del XX secolo Carrosio contava circa 900 abitanti; numerosi furono però gli emigrati verso l’America settentrionale e meridionale, soprattutto Argentina e Uruguay.

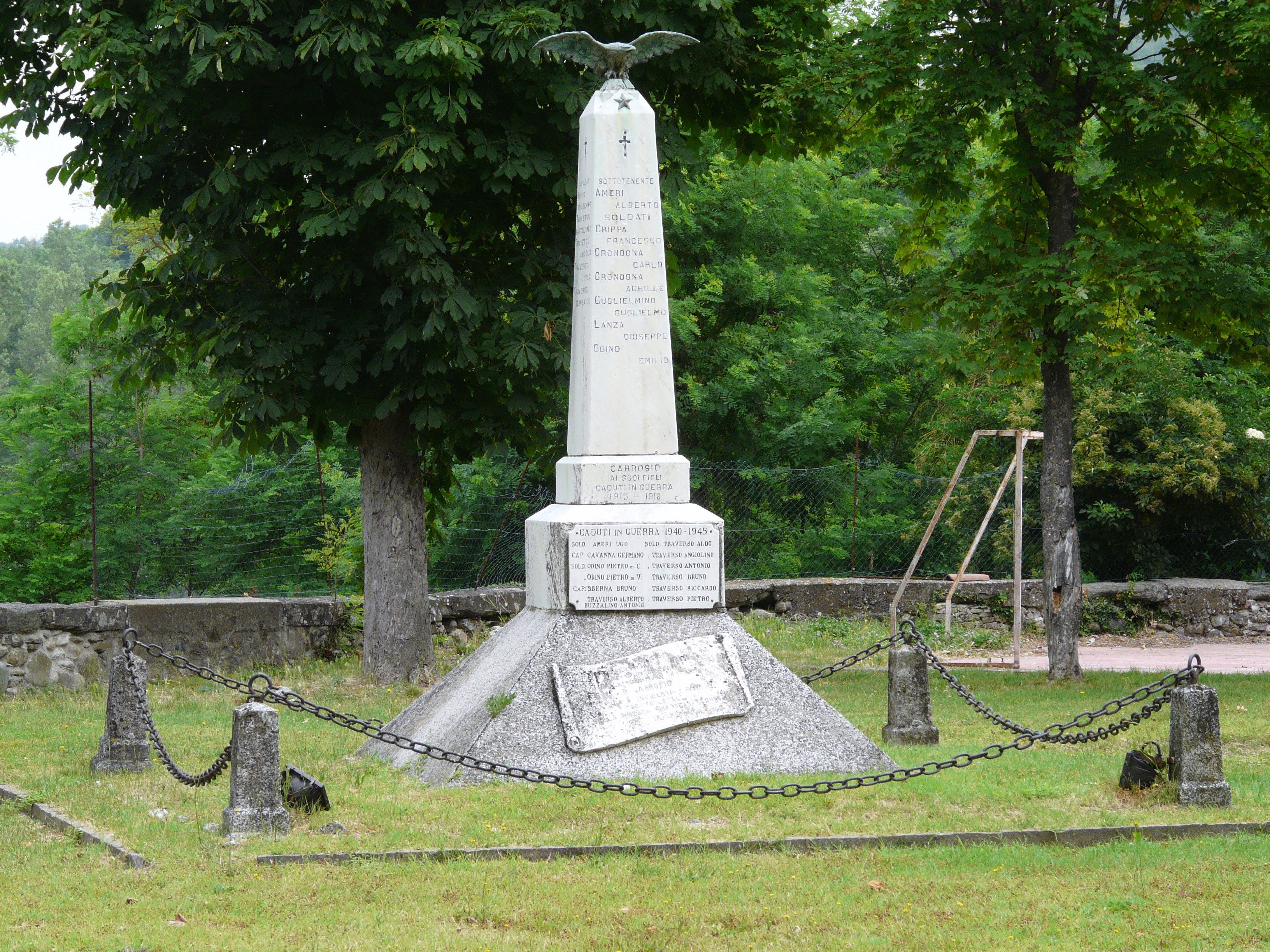
Monumento ai caduti

Su iniziativa del dottor Felice Costa, per lunghi anni sindaco del paese, fu eretto nel 1922 un obelisco dedicato alla memoria dei caduti durante la Prima guerra mondiale.
Anche la Seconda guerra mondiale coinvolse amaramente Carrosio:
- nei bombardamenti di Villalvernia del 1º dicembre 1944 perse la vita il 17enne Domenico Traverso[8];
- il 7 febbraio 1945, appena due mesi dopo, il fratello Pietro, di un anno più giovane, fu colpito a morte davanti alla Cappelletta della Misericordia da un aereo da caccia che passava a volo radente sul paese[8];
- da Carrosio provenivano 6 caduti nella Strage della Benedicta dell’aprile 1944[9];
- Angelo “Giuanola” Traverso, giovane atleta, non fece mai ritorno da El Alamein[8];
- numerosi furono i deportati nei vari campi di concentramento nazisti, soprattutto Mauthausen[10].

Il 27 giugno 2023 Carrosio ha accolto Alberto II di Monaco: il principe ha visitato il municipio, le antiche mura del "Roccone" e la Chiesa di Santa Maria Assunta, dopodiché, con una cerimonia ufficiale, è stato investito della cittadinanza onoraria del paese.

Tale iniziativa ha suggellato i forti legami tra Carrosio e i Grimaldi, che controllarono la fortezza di Carrosio tra il 1248 e il 1251, facendone così uno dei "Siti storici Grimaldi". L'evento è oggi commemorato da una apposita targa posta accanto alla porta di ingresso del municipio. 

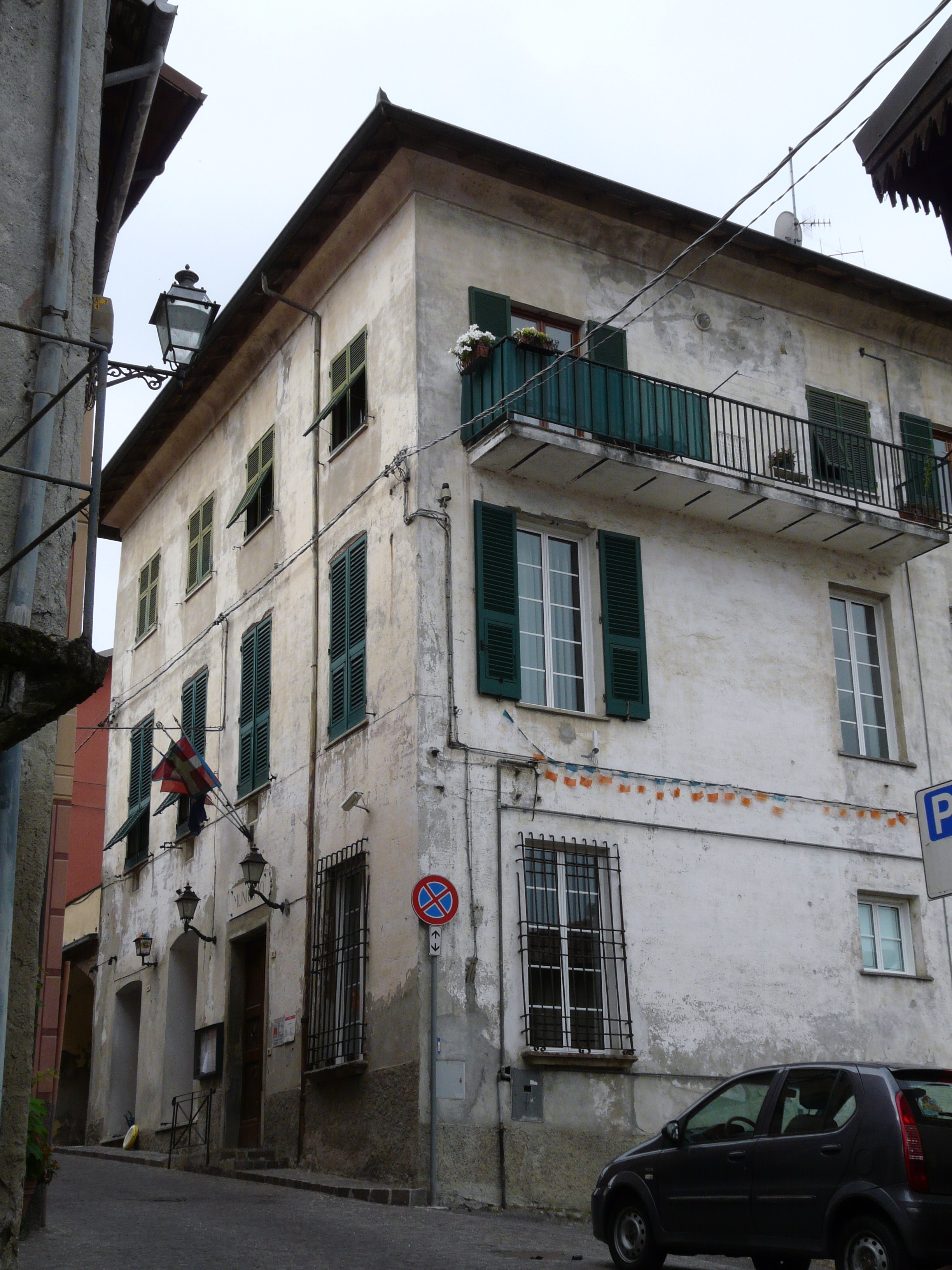
Il municipio

### Simboli
Lo stemma e il gonfalone del comune di Carrosio sono stati concessi con decreto del presidente della Repubblica del 12 febbraio 1962.
Lo stemma si può blasonare:
d'azzurro, a due spade d'argento, passate in decusse, accompagnate nel cantone sinistro del capo da una fontana con due zampilli, dello stesso. Si tratta di una composizione desunta dai cenni sul paese contenuti nell'opera di G. Casalis, Dizionario geografico, storico, statistico, commerciale degli Stati di S.M. il Re di Sardegna, vol. VII Torino 1845.
Il gonfalone è un drappo partito di bianco e di azzurro.

## Monumenti e luoghi d'interesse
Di interesse, fra le molte costruzioni che hanno conservato l'aspetto medievale, il palazzo Migliorati Gavotti in cui sostò papa Pio VII durante il viaggio verso Fontainebleau (attualmente sede del municipio).
All'interno della chiesa parrocchiale dell'Assunta, risalente al XVII secolo, si trova una Madonna della scuola del Maragliano.

## Società

### Evoluzione demografica
Abitanti censiti

## Amministrazione
Di seguito è presentata una tabella relativa alle amministrazioni che si sono succedute in questo comune.
| Periodo        | Periodo        | Primo cittadino     | Partito                   | Carica                  | Note   |
| -------------- | -------------- | ------------------- | ------------------------- | ----------------------- | ------ |
| 18 giugno 1985 | 26 maggio 1990 | Gian Carlo Davico   | Democrazia Cristiana      | Sindaco                 | [ 16 ] |
| 26 maggio 1990 | 24 aprile 1995 | Carlo Massa         | Democrazia Cristiana      | Sindaco                 | [ 16 ] |
| 24 aprile 1995 | 14 giugno 1999 | Carlo Massa         | centro                    | Sindaco                 | [ 16 ] |
| 14 giugno 1999 | 6 aprile 2001  | Carlo Massa         | lista civica              | Sindaco                 | [ 16 ] |
| 27 aprile 2001 | 28 maggio 2002 | Paola Fioravanti    | -                         | Commissario prefettizio | [ 16 ] |
| 8 giugno 2002  | 29 maggio 2007 | Renzo Davide Musso  | lista civica              | Sindaco                 | [ 16 ] |
| 28 maggio 2007 | 7 maggio 2012  | Valerio Cassano     | lista civica              | Sindaco                 | [ 16 ] |
| 7 maggio 2012  | 12 giugno 2017 | Valerio Cassano     | lista civica Per Carrosio | Sindaco                 | [ 16 ] |
| 12 giugno 2017 | 13 giugno 2022 | Valerio Cassano     | lista civica Per Carrosio | Sindaco                 | [ 16 ] |
| 13 giugno 2022 | in carica      | Corrado Guglielmino | lista civica Per Carrosio | Sindaco                 | [ 16 ] |

### Altre informazioni amministrative
Carrosio fa parte della Unione dei Comuni composta da Carrosio, Parodi Ligure, Fraconalto e Voltaggio.